# Paty Maqueo
Patricia "Paty" Maqueo (* 10. Oktober 2000 in Mexiko-Stadt) ist eine mexikanische Schauspielerin.

## Leben und Karriere
Maqueo wurde am 10. Oktober 2000 in Mexiko-Stadt geboren. Ihr Debüt gab sie 2007 in der Fernsehserie ¿Y ahora qué hago?. Von 2009 bis 2019 trat sie in La rosa de Guadalupe auf. Anschließend spielte sie 2014 in La gata mit. Außerdem wurde Maqueo für die Serie Como dice el dicho gecastet. Unter anderem war sie in Like zu sehen. Zwischen 2020 und 2022 bekam sie in der Serie Control Z eine Hauptrolle. 2022 setzte sie ihre Karriere in Corazón guerrero fort.

## Filmografie
Serien
- 2007: ¿Y ahora qué hago?
- 2009–2019: La rosa de Guadalupe
- 2014: La gata
- 2014–2017: Como dice el dicho
- 2018: Like
- 2020–2022: Control Z
- 2022: Corazón guerrero